# Unterseeboot U-40 (1914)
Pour les autres navires du même nom, voir Unterseeboot 40.
L'Unterseeboot U-40 était un sous-marin allemand de type U 31 de la Kaiserliche Marine (marine impériale allemande) pendant la Première Guerre mondiale.

## Conception
Les sous-marins de type U 31 étaient des sous-marins océaniques à double coque, similaires aux sous-marins de type 23 et de type 27 par leurs dimensions. Ils n’en différaient que légèrement en termes de propulsion et de vitesse. Ils étaient considérés comme de très bons bateaux de haute mer, avec une manœuvrabilité moyenne et un pilotage facile en surface.
L'U-40 avait une longueur hors tout de 64,70 m. Sa coque pressurisée faisait 52,36 m de long. La largeur du bateau était de 6,32 m, et 4,05 m pour la coque pressurisée. Les U-Boote de type 31 avaient un tirant d'eau de 3,56 m et une hauteur totale de 7,68 à 8,04 m. Les bateaux avaient un déplacement de 685 tonnes en surface et 878 tonnes en immersion.
L'U-40 était équipé de deux moteurs Diesel à deux temps 6 cylindres Germania d’une puissance totale de 1850 ch (1361 kW) pour la navigation en surface, et de deux moteurs électriques à double effet Siemens-Schuckert d’une puissance totale de 1200 ch (883 kW) pour la navigation sous-marine. Ces moteurs entraînaient deux arbres d'hélice avec chacun une hélice de 1,60 m de diamètre, ce qui donnait au bateau une vitesse maximale de 16,4 nœuds (30,4 km/h) en surface et de 9,7 nœuds (18,0 km/h) en immersion. L’autonomie était de 8790 milles marins (16280 km) à la vitesse de croisière de 8 nœuds (15 km/h) en surface, et de 80 milles marins (150 km) à 5 nœuds (9,3 km/h) sous l’eau. La profondeur de plongée maximale était de 50 m.
Le sous-marin était armé de quatre tubes lance-torpilles de 50 cm, deux à l’avant et deux à l’arrière. Il transportait 6 torpilles. De plus, l'U-40 a été équipé en 1915 d’un canon de pont de 8,8 cm SK L/30. L’équipage du bateau était de 4 officiers et 31 matelots.

## Historique
Sa construction fut ordonnée le 12 juin 1912 et sa quille fut posée le 3 avril 1913 par Germaniawerft à Kiel. Il fut lancé le 22 octobre 1914 et mis en service le 14 février 1915 sous le commandement de Gerhardt Fürbringer. Le second officier était le lieutenant Rudolf Jauch (de la famille Jauch).
L'U-40 a effectué une seule patrouille, sans couler aucun navire.

## Perte
Dans la matinée du 23 juin 1915, l'U-40 arrêta le chalutier Taranaki en mer du Nord. Le Taranaki était en fait un navire-leurre, ou Q-ship, et était relié par une ligne de remorquage et un câble téléphonique au sous-marin HMS C24 en immersion. Lorsque l'U-40 arrêta le chalutier, le Taranaki téléphona au C24. Cependant, lorsque le C24 a essayé de larguer le câble de remorquage, le mécanisme de largage a cédé et le C24 a dû manœuvrer en position d’attaque avec une centaine de brasses de chaîne suspendues à sa proue. Son commandant, le lieutenant Frederick Henry Taylor, a néanmoins été en mesure d’ajuster son assiette et d’éviter d’enrouler la chaîne autour de ses hélices. Il a tiré une seule torpille qui a touché l'U-40 au milieu du navire. Le sous-marin a coulé instantanément, seuls trois hommes qui se trouvaient dans le kiosque ont survécu pour être récupérés par le Taranaki.

## Découverte de l’épave
L’emplacement du naufrage varie selon les sources. Selon certaines sources, il s’agissait de « 50 milles marins (93 km) au sud-est d’Aberdeen. » D’autres sources ont suggéré que c’était « à l’est du Firth of Forth ».
Cependant, en mars 2009, la société écossaise Marine Quest a annoncé que des plongeurs de sa société avaient découvert l’épave de l'U-40 à environ 40 milles marins (74 km) au large d’Eyemouth, dans le Berwickshire, en Écosse, à des kilomètres de l’endroit où il a été enregistré comme étant en train de couler.

## Affectations
- IIe flottille : de date de début inconnue au 23 juin 1915

## Commandants
- Kapitänleutnant Gerhardt Fürbringer[6] : du 14 février au 23 juin 1915